# Enoplometopoidea
Enoplometopoidea is een superfamilie van kreeftachtigen uit de klasse van de Malacostraca (hogere kreeftachtigen).

## Familie
- Enoplometopidae Saint Laurent, 1988